# Avenida de Alcoy
La avenida de Alcoy, antiguamente conocida como carretera de San Vicente, es una de las principales arterias de la ciudad de Alicante (España). Parte de la plaza de España y atraviesa el barrio de Campoamor, conectando el centro urbano con la zona norte de la ciudad. Al salir de Campoamor en dirección norte, la vía pasa a denominarse avenida de Novelda y se prolonga hasta el municipio vecino de San Vicente del Raspeig.

## Características
La avenida de Alcoy tiene una longitud aproximada de 1,5 kilómetros. En 2014 fue sometida a una remodelación integral que incluyó el ensanchamiento de aceras, la renovación de las infraestructuras subterráneas y la plantación de cerca de 300 árboles, con el objetivo de mejorar la calidad del entorno urbano y favorecer la movilidad peatonal.
La avenida es un eje clave para el transporte público en Alicante. Diversas líneas de autobús urbano, como las líneas 08, 09, 16, 24 y 24N, circulan por esta vía, facilitando la conexión entre diferentes barrios de la ciudad y la Universidad de Alicante.

## Puntos de interés
De norte a sur:
- Plaza de Altozano, ya en el barrio de Altozano
- Plaza del Pueblo Gitano
- Parque Pasaje Duval
- Plaza San Juan de Dios
- CEIP Campoamor
- Paseo de Campoamor
- Auditorio de la Diputación de Alicante (ADDA)
- Colegio Nuestra Señora del Remedio
- Plaza de España
- Plaza de toros de Alicante